# زرنيخات الكالسيوم
 زرنيخات الكالسيوم مركب كيميائي له الصيغة Ca3(AsO4)2، ويكون على شكل بلورات عديمة اللون.

## الخواص
- ينحل زرنيخات الكالسيوم في الماء، كما ينحل في الحموض الممددة.
- يوجد زرنيخات الكالسيوم أيضاً على شكل ثلاثي هيدرات.

## التحضير
يحضر زرنيخات الكالسيوم من تفاعل زرنيخات الصوديوم مع كلوريد الكالسيوم.
2Na2H[AsO4] + 3CaCl2 → 4NaCl + Ca3[AsO4]2 +2HCl

## الاستخدامات
- استعمل زرنيخات الكالسيوم في السابق كمبيد آفات، إلا أنه منذ منتصف الخمسينيات انخفضت نسبة إنتاجه بشكل كبير وذلك لكونه من المواد المسرطنة.

## السلامة
- يعد مركب زرنيخات الكالسيوم من المركبات السامة والمسرطنة. الجرعة المميتة للنصف بالنسبة للجرذان 20 مغ/كغ بالنسبة لوزن الجسم.[3] والمركب الآن من المواد الممنوع استخدامها في مجال حماية النباتات في المملكة المتحدة.[4]